# Egg (Toponym)
Egg (von althochdeutsch egga, ekka) wird als Bezeichnung für einen vorspringenden oder einspringenden Winkel, eine Bodenerhebung, einen Berggipfel, ein vorspringendes Hügelende, eine Passhöhe, eine Gebirgskamm, eine Hochebene, eine langgezogene Anhöhe am Berghang benutzt. Die ursprünglich für die Bodenerhebung verwendete Bezeichnung wurde später auf die dort entstandenen Siedlungen übertragen.
Das Wort kann als -egg, -eck, -egk, -egge, -ecke, -eggen oder -ecken das Zweitglied in zusammengesetzten Ortsnamen bilden.